# Tomi Poikolainen
Tomi Poikolainen, född 27 december 1961 i Helsingfors, Finland, är en idrottare som tog OS-silver i bågskytte i lagtävlingen vid olympiska sommarspelen 1992 i Barcelona, och tolv år tidigare OS-guld 1980.